# Santa’s Coming for Us
Santa’s Coming for Us – singel australijskiej piosenkarki Sii z jej ósmego albumu studyjnego, zatytułowanego Everyday Is Christmas. Singel został wydany 30 października 2017. Utwór został napisany przez samą piosenkarkę we współpracy z Gregiem Kurstinem (tekst i muzyka).

## Teledysk
Teledysk do utworu został opublikowany 22 listopada 2017, w którym Kristen Bell organizuje przyjęcie świąteczne. Wśród gości znaleźli się: Dax Shepard jako mąż gospodyni, J.B. Smoove jako Święty Mikołaj, Susan Lucci i Henry Winkler jako dziadkowie oraz Sophia Lillis, Caleb McLaughlin i Wyatt Oleff jako dzieci.

## Notowania i certyfikaty
| Lista (2017–20)                                    | Najwyższa pozycja |
| -------------------------------------------------- | ----------------- |
| Austria (Ö3 Austria Top 40)                        | 47                |
| Belgia (Ultratop 50 Singles, Flandria)             | 45                |
| Belgia (Ultratop 50 Singles, Walonia)              | 46                |
| Francja (Top 200 Singles)                          | 45                |
| Hiszpania (Top 100 Singles)                        | 63                |
| Holandia (Single Top 100)                          | 66                |
| Irlandia (Top 100 Singles)                         | 37                |
| Japonia (Japan Hot 100)                            | 33                |
| Kanada (Billboard Canadian Hot 100)                | 67                |
| Niemcy (Top 100 Singles)                           | 50                |
| Norwegia (Top 40 Singles)                          | 39                |
| Nowa Zelandia (RMNZ Heatseekers)                   | 4                 |
| Polska (AirPlay – Top)                             | 32                |
| Stany Zjednoczone (Bubbling Under Hot 100 Singles) | 11                |
| Stany Zjednoczone (Adult Contemporary)             | 1                 |
| Stany Zjednoczone (Hot Adult Top 40 Tracks)        | 40                |
| Stany Zjednoczone (Holiday Top 100)                | 51                |
| Szwajcaria (Singles Top 100)                       | 42                |
| Szwecja (Top 100 Singles)                          | 46                |
| Wielka Brytania (Singles Top 200)                  | 17                |
| Włochy (Top 100 Singles)                           | 82                |

| Lista (2018)                           | Najwyższa pozycja |
| -------------------------------------- | ----------------- |
| Stany Zjednoczone (Adult Contemporary) | 41                |

| Państwo               | Status        |
| --------------------- | ------------- |
| Wielka Brytania (BPI) | srebrna płyta |

## Historia wydania
| Region | Data                 | Format                      | Wytwórnia               | Źródło |
| ------ | -------------------- | --------------------------- | ----------------------- | ------ |
| Świat  | 30 października 2017 | digital download, streaming | Atlantic, Monkey Puzzle | [ 26 ] |